# Landon Donovan
Landon Donovan vagy Landon Timothy Donovan (Ontario, Kalifornia, 1982. március 4. –) amerikai válogatott labdarúgó, 2018-tól a mexikói Club León játékosa.
Első komolyabb sikerét az 1999-es U17-es világbajnokságon érte el, ahol a torna legértékesebb játékosának választották. Ezután szerződtette őt a Leverkusen. Bár 1999-től 2005-ig a német csapat játékosa volt, ebből három évet az MLS-ben töltött, a San Jose Earthquakes csapatánál. A Leverkusennél leginkább a tartalékcsapatban játszott, az első csapatban mindössze hét mérkőzésen kapott lehetőséget.
2005-ben szerződött végleg az MLS-be, ám nem a San Jose, hanem a Los Angeles Galaxy csapatához. Eddig kétszer tért vissza Európába, mindkétszer az év abban a szakaszában, amikor az MLS szünetelt. 2009-ben három hónapot töltött a Bayern München, 2010-ben pedig az Everton csapatánál. Előbbinél nem talált be, utóbbinál azonban tíz bajnokin két gólt jegyzett.
Az amerikai válogatott legeredményesebb gólszerzője és gólpassz-adója, valamint az aktív játékosok közül a legtöbbszörös válogatott. Ha az örökranglistát vesszük figyelembe, ott is csak Cobi Jones előzi meg őt 164 válogatott mérkőzésével. Négyszer választották meg az év sportolójának az USA-ban, és az egyetlen férfi sportoló, aki ezt a díjat két egymást követő évben is meg tudta nyerni. Eddig hatszor választották a naptári év legjobb válogatott labdarúgójának, erre sem volt még képes senki.
A válogatottal három világbajnokságon vett részt. A 2006-os kivételével eddig mindegyiken betalált, öt góljával a válogatott legeredményesebb világbajnoki gólszerzője, és a harmadik játékos Brian McBride és Clint Dempsey után, aki legalább két világbajnokságon gólt tudott szerezni.

## Gyermekkora
Donovan 1982. március 4-én született a kaliforniai Ontario városában. Apja, a kanadai származású Tim Donovan félprofi jégkorongjátékos volt, anyja, Donna Kenney-Cash pedig fizikai és szellemi fogyatékosokkal foglalkozott.
Anyja hatéves korában engedte meg Donovannek, hogy a labdarúgással komolyabban kezdjen foglalkozni. Első mérkőzésén hét gólt szerzett. 1997-ben bekerült az amerikai ifjúsági labdarúgók olimpiai felkészítési programjába. Nem sokkal később felvételizett a Redlands East Valley High Schoolba. Ezután az IMG Soccer Academyre került, amely az Amerikai labdarúgó-szövetség egyik kiemelt akadémiája volt. Az itt töltött idő alatt egy súlyos sérülést is szenvedett, amikor egy edzés utáni golfozás során megharapta őt egy aligátor.

## Karrierje

### Bayer Leverkusen, San José Earthquakes

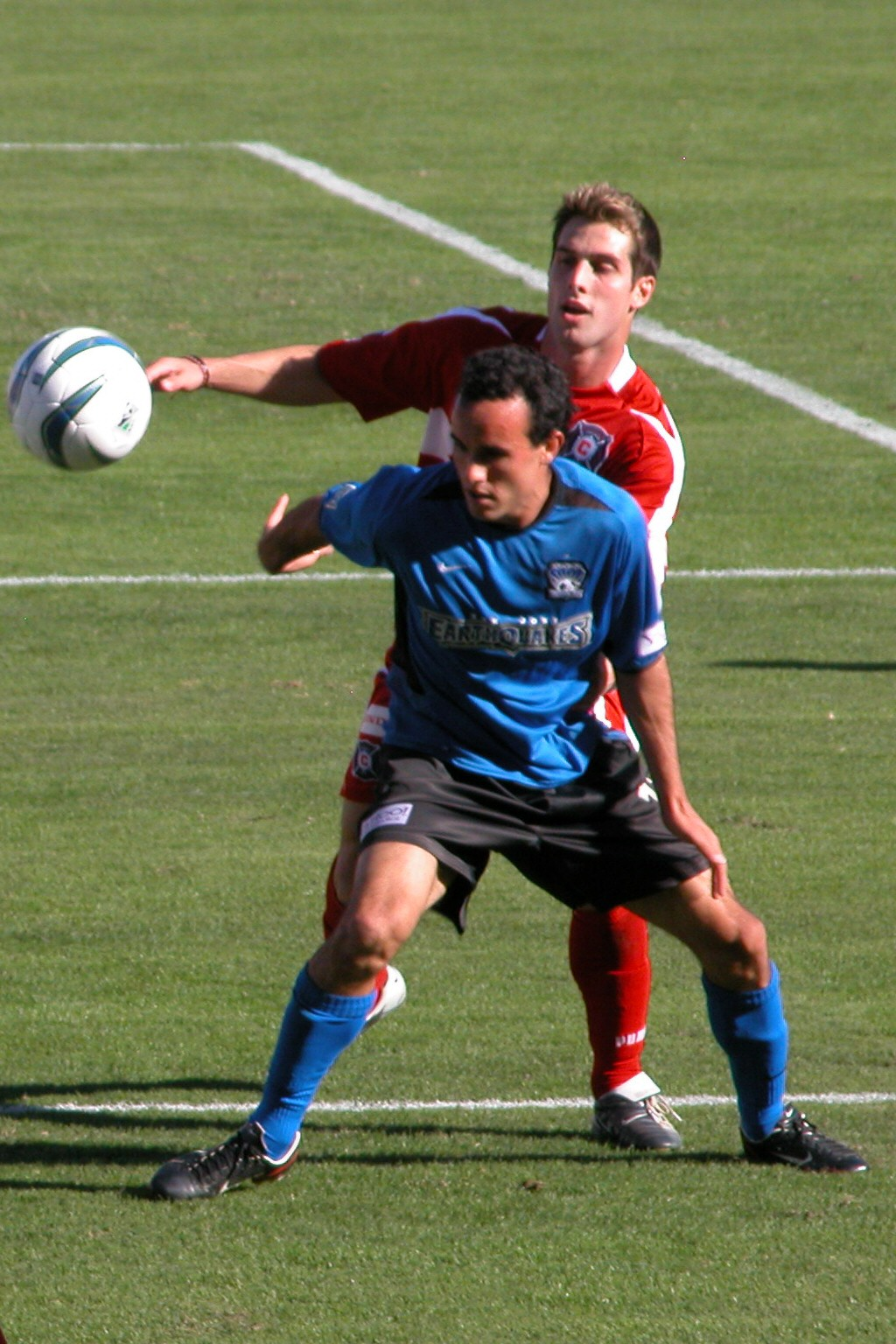
Donovan a San Jose Earthquakes-szel, a 2003-as MLS kupa idején

1999-ben hatéves szerződést írt alá a német Bundesligában szereplő Leverkusennel. Mivel nem kapott elég játéklehetőséget, 2001-ben kölcsönbe került az MLS-ben szereplő San Jose Earthquakes együtteséhez. Itt rendkívül sikeres volt, nagy szerepet játszott abban, hogy a San Jose 2001-ben és 2003-ban is bajnoki címet ünnepelhetett.
Négyéves San José-i karrierje alatt 32 gólt szerzett az alapszakaszban, és tízet a playoffban, ezen kívül kiosztott számos gólpasszt is. 2003-ban ő lett az év amerikai labdarúgója.
2004-ben ő lett az első, aki ezt a címet kétszer is el tudta nyerni. Ezt követően visszatért Németországba. Itt még játszott hét mérkőzést a Leverkusennél, ebből azonban csak két olyan volt, amin kezdőként léphetett pályára.
Bár kapott ajánlatot a Premier League-ben szereplő Portsmouthtól is, ő inkább hazájába, a Los Angeles Galaxyhez szerződött 2005 nyarán.

### Los Angeles Galaxy
Első Los Angeles-i szezonjában 12 alapszakaszbeli és 4 playoff-góllal segítette hozzá a Galaxyt a bajnoki címhez. A szezon végén beválasztották minden idők legjobb MLS-kezdő tizenegyébe. Második szezonjában, bár eredményesebb volt, ezúttal nem ünnepelhetett bajnoki címet, ráadásul a US Open Cup döntőjében is vereséget szenvedett csapata a Chicagótól. A playoffban szerzett góljaival az örökranglista második helyére került, Carlos Ruiz mögé.
2007-ben, David Beckham érkezésekor lemondott a csapatkapitányi karszalagról az angol sztár javára. A SuperLiga küzdelmei során ő lett a gólkirály, itt a döntőt kivéve minden meccsen betalált. Bár a 2008-as szezon a Galaxy számára csalódást jelentett, ő maga karriercsúcsot jelentő 20 góllal zárt.
Amikor 2009-ben a korábbi szövetségi kapitány, Bruce Arena lett a Galaxy vezetőedzője, és Beckham a Milanhoz került kölcsönbe, ismét Donovan lett a csapatkapitány. Később, amikor Beckham még Olaszországban szerepelt, Donovan élesen kritizálta őt. Később rendeződött kettejük viszonya, és segítségükkel a Galaxy egészen a playoff döntőjéig jutott, amelyet végül tizenegyespárbaj után elvesztett. Donovan végül bezsebelhette a legértékesebb játékosnak (MVP) és az év góljának járó elismerést is. Az idényt követően négy évvel meghosszabbította szerződését, azzal a feltétellel, hogy a holtidőben szerepelhet európai csapatokban kölcsönben. 2010. augusztus 1-jén Donovan megszerezte 100. MLS-gólját, szeptemberben pedig a Galaxy történetének legeredményesebb játékosa lett.
2010-ben egy újabb sikeres szezont tudhatott maga mögött, ám a Galaxy a főcsoportdöntőben kiesett az FC Dallas ellen.
Visszavonulása után két évvel, 2016 szeptemberében bejelentette, hogy az aktuális MLS-szezon végéig újra a Los Angeles Galaxy rendelkezésére áll. Szeptember 11-én a 83. percben csereként lépett pályára az Orlando City elleni mérkőzésen, 643 napnyi szünet után.

### Kölcsönben más kluboknál

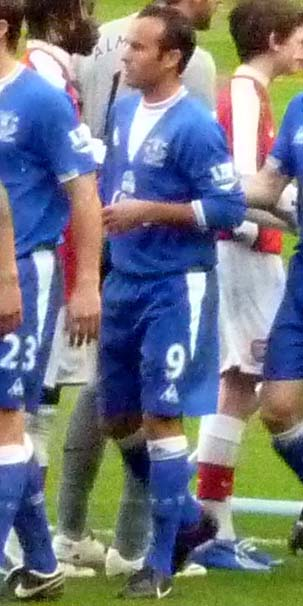
Donovan, debütálásakor az Evertonnál, az Arsenal ellen

A Los Angeles Galaxytől először 2008 telén került Európába, amikor novemberben a Bayern Münchennel edzett, majd ezután márciusig le is szerződött a bajor klubbal. A Münchenben töltött idő alatt öt barátságos mérkőzésen (melyeken négy gólt szerzett), öt bajnokin és egy kupameccsen kapott lehetőséget. A szerződés lejártával a Bayern úgy döntött, hogy nem hosszabbítja meg azt.
2010-ben a Premier League-ben szereplő Evertonhoz került. Az Angliában töltött időszak alatt – minden kiírást figyelembe véve – tizenhárom mérkőzésen lépett pályára, amelyeken kétszer talált be. Januárban a hónap játékosának választották. Az Everton szerette volna meghosszabbítani Donovan szerződését, ám a Galaxy ebbe nem egyezett bele. Később Donovan azt nyilatkozta, hogy szívesen visszatérne az Evertonhoz. Ez 2012 januárjában meg is történt,amikor az Everton ismét kölcsönvette, amíg az amerikai bajnokság szünetel.A Bolton elleni mérkőzésen (1-2) mutatkozott be régi-új klubjában január 5-én.

### León
Bár 2017-ben már bejelentette visszavonulását, 2018 elején mégis egy éves szerződéssel a mexikói Club Leónba igazolt.

### Válogatott
Komolyabb ismertséget az 1997-es U17-es vb-n szerzett magának, amikor a torna aranylabdáját ő kapta meg. Két évet játszott az U17-es válogatottban, ezalatt 41 mérkőzésen 35 gólt szerzett. 2000-ben felkerült az olimpiai (U23-as) és a felnőttválogatottba. 2001-ben, egy Trinidad és Tobago ellen vívott U20-as mérkőzésen erősen összefejelt Marvin Leevel. Donovan nem szenvedett maradandó sérülést, Lee azonban lebénult, majd 2003-ban belehalt sérüléseibe.

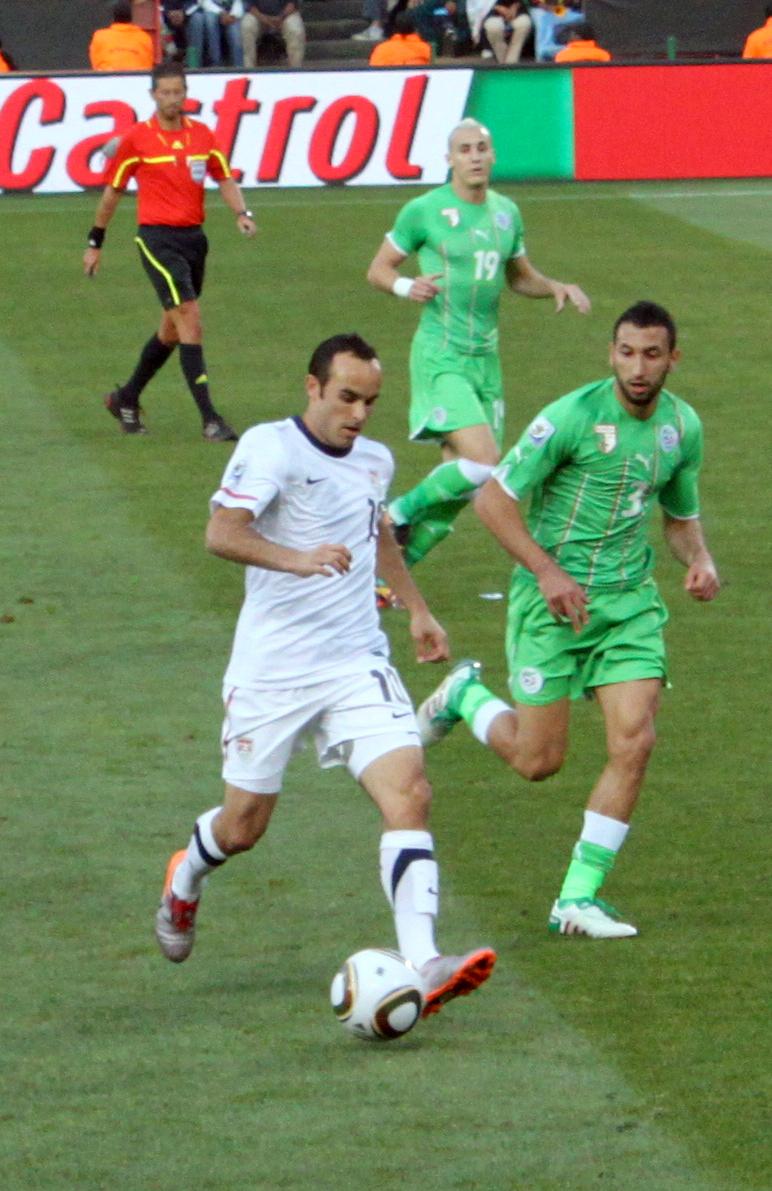
A 2010-es világbajnokságon, Algéria ellen

Játszott a 2000. évi nyári olimpiai játékokon, és a torna után a válogatott legtöbb gólpasszt adó játékosa lett 23 assziszttal, megdöntve Cobi Jones rekordját.
A világbajnokságon 2002-ben mutatkozhatott be. Első gólját a lengyelek elleni csoportmérkőzésen, a másodikat pedig az ősi rivális Mexikó elleni nyolcaddöntőben szerezte. Az amerikaiak végül a negyeddöntőben, a későbbi döntős Németország ellen búcsúztak. Donovant a torna legjobb fiatal játékosának választották.
Tagja volt a következő világbajnokságra utazó amerikai keretnek is. Ez már korántsem sikerült olyan jól sem az ő, sem csapata szempontjából. Az amerikaiak a csoportkör után búcsúztak, Donovan nem talált be. Egy évvel később, az aranykupán nagy szerepet vállalt az USA győzelmében. Négy gólt szerzett, többek között egy győztes találatot a döntőben, Mexikó ellen. 2008 januárjában, Svédország ellen megdöntötte Eric Wynalda gólcsúcsát. 2008. június 8-án szerepelt századszor a válogatottban Argentína ellen, egy 0–0-ra végződő összecsapáson. Ezzel a negyedik legfiatalabb labdarúgó lett, aki ezt véghez tudta vinni.
A 2009-es konföderációs kupa csoportmérkőzésein Carlos Bocanegra sérülése miatt – pályafutása során először – vezethette ki csapatkapitányként a válogatottat. Itt érte el legkomolyabb sikerét, miután az USA döntőt játszhatott Brazília ellen, amelyet végül 3–2-re elvesztett.
A 2010-es vb-n mind a négy mérkőzésen játszott, amíg válogatottja érdekelt volt. Három gólt szerzett, az elsőt egy éles szögből leadott lövés után Szlovénia, a másodikat pedig Algéria ellen, amely győztes találatnak bizonyult. A nyolcaddöntőben Ghána ellen is betalált tizenegyesből, ám végül hosszabbítás után az afrikai csapat jutott tovább. Három gólja a legeredményesebb amerikai világbajnoki gólszerzővé tette. Öt góljával egyébként nem csak az USA, hanem az egész CONCACAF-zóna legeredményesebb játékosa. Ő lett a harmadik amerikai Brian McBride és Clint Dempsey után, aki két világbajnokságon is gólt tudott szerezni.

## Magánélete
2006. december 31-én vette feleségül Bianca Kajlich színésznőt. A pár 2009 nyarán szakított, a válást mintegy másfél évvel később, 2010 decemberében mondták ki.
Anyanyelvén kívül folyékonyan beszél spanyolul és németül, előbbit a spanyol anyanyelvű közeg, utóbbit pedig a Németországban töltött hat év révén.

## Karrierje statisztikái

### Klub
| Teljesítmény klubjában | Teljesítmény klubjában | Teljesítmény klubjában    | Bajnokság | Bajnokság | Kupa                   | Kupa                   | Ligakupa           | Ligakupa           | Nemzetközi    | Nemzetközi    | Összesen | Összesen |
| Szezon                 | Klub                   | Bajnokság                 | Mérk.     | Gól       | Mérk.                  | Gól                    | Mérk.              | Gól                | Mérk.         | Gól           | Mérk.    | Gól      |
| Németország            | Németország            | Németország               | Bajnokság | Bajnokság | DFB-Pokal              | DFB-Pokal              | Premiere Ligapokal | Premiere Ligapokal | Európa        | Európa        | Összesen | Összesen |
| ---------------------- | ---------------------- | ------------------------- | --------- | --------- | ---------------------- | ---------------------- | ------------------ | ------------------ | ------------- | ------------- | -------- | -------- |
| 1999–2000              | Bayer Lerverkusen II   | Regionalliga West/Südwest | 20        | 6         | —                      | —                      | —                  | —                  | —             | —             | 20       | 6        |
| 2000–01                | Bayer Lerverkusen II   | Regionalliga Nord         | 0         | 0         | 1                      | 0                      | —                  | —                  | —             | —             | 1        | 0        |
| USA                    | USA                    | USA                       | Bajnokság | Bajnokság | Amerikai labdarúgókupa | Amerikai labdarúgókupa | Ligakupa           | Ligakupa           | Észak-Amerika | Észak-Amerika | Összesen | Összesen |
| 2001                   | San Jose               | MLS                       | 28        | 12        | 2                      | 0                      | —                  | —                  | —             | —             | m        | n        |
| 2002                   | San Jose               | MLS                       | 22        | 8         | 2                      | 0                      | —                  | —                  |               |               | m        | n        |
| 2003                   | San Jose               | MLS                       | 26        | 16        | 1                      | 0                      | —                  | —                  |               |               | m        | n        |
| 2004                   | San Jose               | MLS                       | 25        | 6         | 3                      | 1                      | —                  | —                  |               |               | 28       | 7        |
| Németország            | Németország            | Németország               | Bajnokság | Bajnokság | DFB-Pokal              | DFB-Pokal              | Premiere Ligapokal | Premiere Ligapokal | Európa        | Európa        | Összesen | Összesen |
| 2004–05                | Bayer Leverkusen       | Bundesliga                | 7         | 0         | 0                      | 0                      | 0                  | 0                  | 2             | 0             | 9        | 0        |
| USA                    | USA                    | USA                       | Bajnokság | Bajnokság | Amerikai labdarúgókupa | Amerikai labdarúgókupa | Ligakupa           | Ligakupa           | Észak-Amerika | Észak-Amerika | Összesen | Összesen |
| 2005                   | Los Angeles            | MLS                       | 26        | 16        | 4                      | 2                      | —                  | —                  | —             | —             | m        | n        |
| 2006                   | Los Angeles            | MLS                       | 24        | 12        | 4                      | 3                      | —                  | —                  | 2             | 1             | m        | n        |
| 2007                   | Los Angeles            | MLS                       | 25        | 8         | 1                      | 0                      | —                  | —                  | —             | —             | m        | n        |
| 2008                   | Los Angeles            | MLS                       | 25        | 20        | —                      | —                      | —                  | —                  | —             | —             | m        | m        |
| Németország            | Németország            | Németország               | Bajnokság | Bajnokság | DFB-Pokal              | DFB-Pokal              | Premiere Ligapokal | Premiere Ligapokal | Európa        | Európa        | Összesen | Összesen |
| 2008–09                | Bayern München         | Bundesliga                | 6         | 0         | 1                      | 0                      | —                  | —                  | 0             | 0             | 7        | 0        |
| USA                    | USA                    | USA                       | Bajnokság | Bajnokság | Amerikai labdarúgókupa | Amerikai labdarúgókupa | Ligakupa           | Ligakupa           | Észak-Amerika | Észak-Amerika | Összesen | Összesen |
| 2009                   | Los Angeles            | MLS                       | 29        | 15        | —                      | —                      | —                  | —                  | —             | —             | 29       | 15       |
| Anglia                 | Anglia                 | Anglia                    | Bajnokság | Bajnokság | FA-kupa                | FA-kupa                | League Cup         | League Cup         | Európa        | Európa        | Összesen | Összesen |
| 2009–10                | Everton                | Premier League            | 10        | 2         | 1                      | 0                      | 0                  | 0                  | 2             | 0             | 13       | 2        |
| USA                    | USA                    | USA                       | Bajnokság | Bajnokság | Amerikai labdarúgókupa | Amerikai labdarúgókupa | Ligakupa           | Ligakupa           | Észak-Amerika | Észak-Amerika | Összesen | Összesen |
| 2010                   | Los Angeles            | MLS                       | 24        | 7         | 0                      | 0                      | —                  | —                  | 2             | 0             | 26       | 7        |
| 2011                   | Los Angeles            | MLS                       | 8         | 7         | 0                      | 0                      | —                  | —                  | —             | —             | 8        | 7        |
| Összesen               | Németország            | Németország               | 33        | 6         | 2                      | 0                      | 0                  | 0                  | 2             | 0             | 37       | 6        |
| Összesen               | USA                    | USA                       | 262       | 127       | 9                      | 5                      | —                  | —                  | 4             | 1             | 275      | 133      |
| Összesen               | Anglia                 | Anglia                    | 10        | 2         | 1                      | 0                      | 0                  | 0                  | 2             | 0             | 13       | 2        |
| Karrierje összesen     | Karrierje összesen     | Karrierje összesen        | 305       | 135       | 12                     | 5                      | 0                  | 0                  | 8             | 1             | 325      | 141      |

### Válogatott góljai
| Sorszám | Időpont             | Helyszín                                                    | Ellenfél      | Állás | Végeredmény | Esemény                          |
| ------- | ------------------- | ----------------------------------------------------------- | ------------- | ----- | ----------- | -------------------------------- |
| 1.      | 2000. október 25.   | Los Angeles Memorial Coliseum, Los Angeles, USA             | Mexikó        | 1–0   | 2–0         | Barátságos                       |
| 2.      | 2002. január 19.    | Rose Bowl, Pasadena, USA                                    | Dél-Korea     | 1–0   | 2–1         | CONCACAF-aranykupa               |
| 3.      | 2002. március 3.    | Safeco Field, Seattle, USA                                  | Honduras      | 2–0   | 4–0         | Barátságos                       |
| 4.      | 2002. március 3.    | Safeco Field, Seattle, USA                                  | Honduras      | 4–0   | 4–0         | Barátságos                       |
| 5.      | 2002. május 16.     | Giants Stadion, East Rutherford, USA                        | Jamaica       | 4–0   | 5–0         | Barátságos                       |
| 6.      | 2002. június 14.    | Daejeon World Cup Stadion, Daejeon, Dél-Korea               | Lengyelország | 1–3   | 1–3         | Világbajnokság                   |
| 7.      | 2002. június 17.    | Jeonju World Cup Stadion, Jeonju, Dél-Korea                 | Mexikó        | 2–0   | 2–0         | Világbajnokság                   |
| 8.      | 2003. március 29.   | Qwest Field, Seattle, USA                                   | Venezuela     | 2–0   | 2–0         | Barátságos                       |
| 9.      | 2003. május 26.     | Spartan Stadion, San José, USA                              | Wales         | 1–0   | 2–0         | Barátságos                       |
| 10.     | 2003. július 6.     | Columbus Crew Stadion, Columbus, Ohio, USA                  | Paraguay      | 1–0   | 2–0         | Barátságos                       |
| 11.     | 2003. július 13.    | Gillette Stadion, Foxborough, USA                           | Kuba          | 1–0   | 5–0         | CONCACAF-aranykupa               |
| 12.     | 2003. július 13.    | Gillette Stadion, Foxborough, USA                           | Kuba          | 2–0   | 5–0         | CONCACAF-aranykupa               |
| 13.     | 2003. július 13.    | Gillette Stadion, Foxborough, USA                           | Kuba          | 4–0   | 5–0         | CONCACAF-aranykupa               |
| 14.     | 2003. július 13.    | Gillette Stadion, Foxborough, USA                           | Kuba          | 5–0   | 5–0         | CONCACAF-aranykupa               |
| 15.     | 2004. január 18.    | Home Depot Center, Carson, USA                              | Dánia         | 1–1   | 1–1         | Barátságos                       |
| 16.     | 2004. június 20.    | Grenada National Stadion, St. George’s, Grenada             | Grenada       | 1–0   | 3–2         | Vb-selejtező                     |
| 17.     | 2004. szeptember 4. | Gillette Stadion, Foxborough, USA                           | Salvador      | 2–0   | 2–0         | Vb-selejtező                     |
| 18.     | 2004. október 13.   | RFK Stadium, Washington, USA                                | Panama        | 1–0   | 6–0         | Vb-selejtező                     |
| 19.     | 2004. október 13.   | RFK Stadium, Washington, USA                                | Panama        | 2–0   | 6–0         | Vb-selejtező                     |
| 20.     | 2005. június 4.     | Rice-Eccles Stadion, Salt Lake City, USA                    | Costa Rica    | 1–0   | 3–0         | Vb-selejtező                     |
| 21.     | 2005. június 4.     | Rice-Eccles Stadion, Salt Lake City, USA                    | Costa Rica    | 2–0   | 3–0         | Vb-selejtező                     |
| 22.     | 2005. június 8.     | Estadio Rommel Fernandez, Panamaváros, Panama               | Panama        | 2–0   | 3–0         | Vb-selejtező                     |
| 23.     | 2005. július 7.     | Qwest Field, Seattle, USA                                   | Kuba          | 2–1   | 4–1         | CONCACAF-aranykupa               |
| 24.     | 2005. július 7.     | Qwest Field, Seattle, USA                                   | Kuba          | 4–1   | 4–1         | CONCACAF-aranykupa               |
| 25.     | 2009. július 5.     | Qwest Field, Seattle, USA                                   | Kanada        | 2–0   | 2–0         | CONCACAF-aranykupa               |
| 26.     | 2007. január 20.    | Home Depot Center, Carson, USA                              | Dánia         | 1–1   | 3–1         | Barátságos                       |
| 27.     | 2007. február 7.    | University of Phoenix Stadion, Glendale, USA                | Mexikó        | 2–0   | 2–0         | Barátságos                       |
| 28.     | 2007. március 25.   | Raymond James Stadion, Tampa, USA                           | Ecuador       | 1–0   | 3–1         | Barátságos                       |
| 29.     | 2007. március 25.   | Raymond James Stadion, Tampa, USA                           | Ecuador       | 2–1   | 3–1         | Barátságos                       |
| 30.     | 2007. március 25.   | Raymond James Stadion, Tampa, USA                           | Ecuador       | 3–1   | 3–1         | Barátságos                       |
| 31.     | 2007. június 12.    | Gillette Stadion, Foxborough, USA                           | Salvador      | 2–0   | 4–0         | CONCACAF-aranykupa               |
| 32.     | 2007. június 16.    | Gillette Stadion, Foxborough, USA                           | Panama        | 1–0   | 2–1         | CONCACAF-aranykupa               |
| 33.     | 2007. június 21.    | Soldier Field, Chicago, USA                                 | Kanada        | 2–0   | 2–1         | CONCACAF-aranykupa               |
| 34.     | 2007. június 24.    | Soldier Field, Chicago, USA                                 | Mexikó        | 1–1   | 2–1         | CONCACAF-aranykupa               |
| 35.     | 2008. január 19.    | Home Depot Center, Carson, USA                              | Svédország    | 2–0   | 2–0         | Barátságos                       |
| 36.     | 2008. június 15.    | Home Depot Center, Carson, USA                              | Barbados      | 4–0   | 8–0         | Vb-selejtező                     |
| 37.     | 2008. október 11.   | RFK Stadion, Washington, USA                                | Kuba          | 3–1   | 6–1         | Vb-selejtező                     |
| 38.     | 2009. június 3.     | Estadio Saprissa, San José de Costa Rica, Costa Rica        | Costa Rica    | 1–3   | 1–3         | Vb-selejtező                     |
| 39.     | 2009. június 6.     | Soldier Field, Chicago, USA                                 | Honduras      | 1–1   | 2–1         | Vb-selejtező                     |
| 40.     | 2009. június 15.    | Loftus Versfeld Stadion, Pretoria, Dél-afrikai Köztársaság  | Olaszország   | 1–0   | 1–3         | Konföderációs kupa               |
| 41.     | 2009. június 28.    | Coca-Cola Park, Johannesburg, Dél-afrikai Köztársaság       | Brazília      | 2–0   | 2–3         | Konföderációs kupa               |
| 42.     | 2009. október 10.   | Estadio Olímpico Metropolitano, San Pedro Sula, Honduras    | Honduras      | 3–1   | 3–2         | Vb-selejtező                     |
| 43.     | 2010. június 18.    | Coca-Cola Park, Johannesburg, Dél-afrikai Köztársaság       | Szlovénia     | 1–2   | 2–2         | 2010-es labdarúgó-világbajnokság |
| 44.     | 2010. június 23.    | Loftus Versfeld Stadion, Pretoria, Dél-afrikai Köztársaság  | Algéria       | 1–0   | 1–0         | 2010-es labdarúgó-világbajnokság |
| 45.     | 2010. június 26.    | Royal Bafokeng Stadion, Rustenburg, Dél-afrikai Köztársaság | Ghána         | 1–1   | 1–2         | 2010-es labdarúgó-világbajnokság |
| 46.     | 2011. június 25.    | Rose Bowl, Pasadena, USA                                    | Mexikó        | 2–0   | 2-4         | CONCACAF-aranykupa               |

## Sikerei, díjai

### Válogatott
- CONCACAF-aranykupa:
  - Győztes: 2003, 2005, 2007
  - Döntős: 2011
- Konföderációs kupa:
  - Döntős: 2009

### Los Angeles Galaxy
- MLS kupa:
  - Győztes: 2005, 2011
  - Döntős: 2009
- Lamar Hunt U.S. Open Cup:
  - Győztes: 2005
  - Döntős: 2006
- MLS Supporters' Shield:
  - Győztes: 2010
  - Döntős: 2009

### San Jose Earthquakes
- MLS kupa:
  - Győztes: 2001, 2003
- MLS Supporters' Shield:
  - Döntős: 2001, 2003

### Egyéni
- Az év ifjúsági labdarúgója: 2000
- Az év amerikai labdarúgója: 2003, 2004, 2009, 2010
- Honda Player of the Year: 2002, 2003, 2004, 2007, 2008, 2009, 2010